# Zin Maculae
Zin Maculae è una formazione geologica presente sulla superficie di Tritone, il principale satellite naturale di Nettuno; il suo nome deriva da quello di Zin, uno spirito dell'acqua secondo la mitologia africana.